# Uromunna santaluciae
Uromunna santaluciae là một loài chân đều trong họ Munnidae. Loài này được Gascon & Mane-Garzon miêu tả khoa học năm 1974.